# 阿部公二
阿部公二（あべこうじ，1975年2月19日—），日本男性搞笑藝人。出身於神奈川縣橫濱市。2010年R-1大賽王者。
2013年12月21日，宣布跟早安少女組前成員高橋愛於翌年結婚。2014年2月14日，兩人正式登記結婚。

## 出演

### 綜藝節目
播放中
- PON!（日语：PON!）（2013年4月2日－，日本電視台，每星期二作為評論員和突撃藝人常規出演）
- 從這裡開始直播夢想 HAPPY（日语：夢はここから生放送 ハッピィ）（2013年4月13日－，青森朝日放送，每星期二作為評論員和突撃藝人常規出演）

### 電視劇
- 超人迪加 第18集「格魯薩的反擊」（1997年）
- 小海女（2013年，NHK）
- 假面骑士GEATS （2022年）

### 電台廣播
- HKT48的寶貝廣播（日语：HKT48のベイビィ～★ラジオ(仮)）（FM福岡（日语：エフエム福岡），2012年12月13日）

## 作品

### 音樂影片
- 柚子 「地下街」（收錄於1997年專輯《柚子之素（日语：ゆずの素）》）

## 外部連結
- 阿部公二的X（前Twitter）（日語）